# Blindism
Die englische Bezeichnung Blindism (deutsch etwa „Blindismus“) wird in seltenen Fällen für stereotype Verhaltensauffälligkeiten/Bewegungsstereotypien verwendet, die bei blinden und sehbehinderten Menschen auftreten. Diese Verhaltensweisen/Manierismen betreffen das Wiegen des Kopfes (Jactatio capitis), Wippen des Oberkörpers (Jactatio corporis) und das „Bohren“ mit den Händen in den Augen.
Diese und ähnliche Verhaltens- und Bewegungsstereotypien können ebenso bei Autismus und geistiger Behinderung auftreten. Es sind gleichförmige Bewegungen, die sich wiederholen und weitgehend unabhängig von äußeren Einflüssen geschehen. Sie stellen einen problematischen Aspekt in der Entwicklung blinder Kinder dar. Eine angemessene Lern- und Umwelterfahrung wird beeinträchtigt und die Verhalten werden oftmals als Zeichen geistiger Behinderung ausgelegt, was möglicherweise zur Stigmatisierung führt.